# Großer Preis von Monaco 2016
Der Große Preis von Monaco 2016 (offiziell Formula 1 Grand Prix de Monaco 2016) fand am 29. Mai auf dem Circuit de Monaco in Monte-Carlo statt und war das sechste Rennen der Formel-1-Weltmeisterschaft 2016.

## Bericht

### Hintergründe
Nach dem Großen Preis von Spanien führte Nico Rosberg in der Fahrerwertung mit 39 Punkten vor Kimi Räikkönen und mit 43 Punkten vor Lewis Hamilton. In der Konstrukteurswertung führte Mercedes mit 48 Punkten vor Ferrari und mit 63 Punkten vor Red Bull.
Beim Großen Preis von Monaco stellte Pirelli den Fahrern die Reifenmischungen P Zero Soft (gelb), P Zero Supersoft (rot) und P Zero Ultrasoft (violett) sowie für Nässe Cinturato Intermediates (grün) und Cinturato Full-Wets (blau) zur Verfügung. Es war der erste Grand Prix, bei dem die Ultrasoft-Mischung zum Einsatz kam.
Weite Teile der Strecke wurden vor dem Grand Prix neu asphaltiert, zudem wurden TecPro-Barrieren in den Kurven Sainte Devote, Mirabeau Haute und Tunel installiert. Zusätzlich wurden in der Sainte Devote die Leitplanken verstärkt und Fangzäune zum besseren Schutz der Marshals errichtet.
Im Gegensatz zu den anderen Rennstrecken im Rennkalender gab es in Monaco nur eine DRS-Zone, die sich auf der Start-Ziel-Geraden befand und im Vergleich zum Vorjahr unverändert blieb. Sie begann 18 Meter nach der letzten Kurve, der Messpunkt befand sich 80 Meter hinter der Piscine.
Zum Großen Preis von Monaco trat eine Regeländerung in Kraft, die es den Fahrern verbot, Abreißvisiere auf der Rennstrecke aus dem Cockpit zu werfen. In der Vergangenheit hatte es mehrfach Probleme gegeben, da die weggeworfenen Visiere sich in den Kühlöffnungen der Fahrzeuge verfingen und so die Kühlung beeinträchtigten. Die FIA stufte dies besonders bei den Bremsbelüftungen als Sicherheitsrisiko ein. Nach den ersten beiden freien Trainings rückte die FIA jedoch von dem Verbot wieder ab, die Fahrer wurden lediglich angehalten, die Anzahl der Visiere auf ein Minimum zu beschränken.
Renault setzte bei diesem Rennen erstmals die bereits bei den Testfahrten in Barcelona getestete, weiterentwickelte Version des Renault Energy F1 2016 ein, die jedoch nur Renault-Werkspilot Kevin Magnussen und Red-Bull-Pilot Daniel Ricciardo zur Verfügung stand. Ihre jeweiligen Teamkollegen mussten noch mit der alten Version antreten, die Medienberichten zufolge rund 25 kW weniger Leistung entwickelte. Renault begründete dies mit zu wenig Kapazitäten, in Monaco bereits vier weiterentwickelte Motoren an den Start zu bringen, sowie der Möglichkeit des direkten Vergleichs zwischen alter und neuer Ausbaustufe. Renault investierte drei der 24 zur Verfügung stehenden Token für die Weiterentwicklung.
Max Verstappen (sechs), Daniil Kwjat (fünf), Marcus Ericsson, Nico Hülkenberg (jeweils vier), Räikkönen, Sebastian Vettel (jeweils drei), Fernando Alonso, Valtteri Bottas, Esteban Gutiérrez, Romain Grosjean, Hamilton, Rio Haryanto und Felipe Nasr (jeweils zwei) gingen mit Strafpunkten ins Rennwochenende.
Hülkenberg bestritt seinen 100. Grand Prix.
Mit Rosberg (dreimal), Alonso (zweimal), Räikkönen, Hamilton, Jenson Button und Vettel (jeweils einmal) traten sechs ehemalige Sieger zu diesem Grand Prix an.
Als Rennkommissare fungierten José Abed (MEX), Christian Calmes (MON), Garry Connelly (AUS) sowie Emanuele Pirro (ITA).

### Training
Im ersten freien Training, das im Gegensatz zu den anderen Grands Prix am Donnerstag stattfand, war Hamilton mit einer Rundenzeit von 1:15,537 Minuten Schnellster vor Rosberg und Vettel. Es gab mehrere Unfälle und Dreher, für Felipe Massa und Jolyon Palmer war die Session nach Unfällen, für Gutiérrez nach einem technischen Problem mit dem Motor frühzeitig beendet. Das Training wurde drei Minuten vor dem Ende abgebrochen, da sich ausgangs der Sainte Devote ein Kanaldeckel löste, als Rosberg darüberfuhr. Rosberg erlitt einen Reifenschaden hinten links, der Gullydeckel wurde anschließend vor den McLaren von Button geschleudert, der einen Schaden am Frontflügel sowie einen Reifenschaden und einen Aufhängungsbruch vorne rechts erlitt.
Im zweiten freien Training fuhr Ricciardo in 1:14,607 Minuten die Bestzeit vor Hamilton und Rosberg. Auch in diesem Training gab es mehrere Dreher und Unfälle, Haryanto und Magnussen mussten das Training vorzeitig beenden, nachdem sie mit ihren Fahrzeugen gegen die Streckenbegrenzung geprallt waren. Grosjean und Vettel (zweimal) konnten nach einem Kontakt mit der Streckenbegrenzung ihr Fahrzeug zur Reparatur an die Box zurückfahren.
Im dritten freien Training war Vettel mit einer Rundenzeit von 1:14,650 Minuten Schnellster vor Hamilton und Rosberg.

### Qualifying
Das Qualifying bestand aus drei Teilen mit einer Nettolaufzeit von 45 Minuten. Im ersten Qualifying-Segment (Q1) hatten die Fahrer 18 Minuten Zeit, um sich für das Rennen zu qualifizieren. Alle Fahrer, die im ersten Abschnitt eine Zeit erzielten, die maximal 107 Prozent der schnellsten Rundenzeit betrug, qualifizierten sich für den Grand Prix. Die besten 16 Fahrer erreichten den nächsten Teil. Der Abschnitt musste zweimal unterbrochen werden: Die erste Unterbrechung gab es bereits nach rund zwei Minuten wegen eines Motorschadens von Nasr, der sein Fahrzeug am Streckenrand abstellte und daher keine Zeit setzte. Im späteren Verlauf des Qualifying-Segments prallte Verstappen in der Piscine-Schikane nach einem Fahrfehler gegen die Streckenbegrenzung. Beide qualifizierten sich somit nicht für den Grand Prix. Außerdem schieden beide Manor-Fahrer, Palmer und Ericsson aus. Vettel war Schnellster.
Der zweite Abschnitt (Q2) dauerte 15 Minuten. Die schnellsten zehn Piloten qualifizierten sich für den dritten Teil des Qualifyings. Rosberg war Schnellster. Magnussen, die Haas- und Williams-Piloten sowie Button schieden aus. Ricciardo erzielte seine Zeit dabei als einziger Pilot auf den Supersoft-Reifen.
Der finale Abschnitt (Q3) ging über eine Zeit von zwölf Minuten, in denen die ersten zehn Startpositionen vergeben wurden. Hamilton blieb zu Beginn des Abschnittes mit einem Problem an der Benzinzufuhr am Ende der Boxengasse stehen, konnte das Qualifying wenige Minuten später aber aufnehmen. Ricciardo fuhr mit einer Rundenzeit von 1:13,622 Minuten die Bestzeit vor Rosberg und Hamilton. Es war die erste Pole-Position für Ricciardo und die erste für einen Red-Bull-Piloten seit dem Großen Preis von Brasilien 2013.
Räikkönen wurde im Anschluss an das Qualifying um fünf Positionen zurückversetzt, da bei seinem Ferrari das Getriebe gewechselt wurde. Kwjat erhielt keine Strafe, obwohl der Unterboden an seinem Toro Rosso nicht regelkonform war, da sein Team nachweisen konnte, dass der Verstoß daraus resultierte, dass Kwjat in Q3 zu hart über die Curbs gefahren war. Dies wurde dadurch bestätigt, dass Kwjat in Q3 deutlich langsamer als in Q2 war. Die Rennkommissare ermittelten zudem gegen Magnussen, da er in Q1 die Boxengasse trotz Roter Ampel am Boxengassenausgang verlassen hatte. Eine Auswertung der Daten ergab, dass die Ampel zu diesem Zeitpunkt bereits seit zwei Sekunden auf Rot stand, die Anzeige in Magnussens Cockpit jedoch erst 0,55 Sekunden vor dem Verlassen der Boxengasse umsprang. Da Magnussen zudem auf die Strecke achten musste, die im Bereich der Boxenausfahrt eine Kurve beschreibt, sahen es die Rennkommissare als nicht zumutbar an, das Fahrzeug in so einer kurzen Zeit anzuhalten und sahen von einer Strafe ab. Da bei Verstappens Unfall das Chassis beschädigt wurde und getauscht werden muss, was ein Verstoß gegen die Parc-fermé-Bestimmungen darstellt, musste Verstappen das Rennen aus der Boxengasse starten. Der fällige Motorwechsel bei Nasr stellte ebenfalls einen Verstoß gegen die Parc-fermé-Bestimmungen dar, auch Nasr musste somit aus der Boxengasse starten.

### Rennen
Da es vor Rennbeginn stark regnete, entschied die Rennleitung, das Rennen hinter dem Safety-Car zu starten. Damit waren alle Fahrer gezwungen, Regenreifen zu verwenden. Verstappen und Nasr konnten somit dem Feld unmittelbar hinterherstarten und sich am Ende einreihen.
Hinter dem siebtplatzierten Pérez entstand bereits nach wenigen Metern eine große Lücke, da Kwjat wegen eines Elektronikproblems mit aktiviertem Geschwindigkeitsbegrenzer für die Boxengasse fuhr und diesen nicht abschalten konnte. Er fuhr somit nur 60 km/h schnell und ging am Ende der Runde an die Box, wo er das Lenkrad an seinem Wagen tauschen ließ. Beim Boxenstopp traten weitere Probleme auf, er wurde durch den langen Boxenstopp überrundet. Das Problem war mit dem Wechsel des Lenkrads jedoch nicht behoben, Kwjat meldete in der folgenden Runde per Funk an die Box, dass er weiterhin nur äußerst langsam fahren könne. Eine Runde später fuhr er erneut durch die Boxengasse, ohne aber an der Box anzuhalten. Das Problem bestand daraufhin nicht mehr.
Nachdem der Regen aufgehört hatte und sich mehrere Piloten bereits seit der vierten Runde per Funk darüber beklagten, dass die Bedingungen mittlerweile besser geworden seien und ein weiteres Fahren hinter dem Safety Car nicht mehr notwendig sei, wurde das Rennen am Ende der siebten Runde freigegeben. Magnussen wechselte bereits in dieser Runde auf Intermediates. Auf der Start-Ziel-Geraden brach das Heck von Palmer auf einer Fahrbahnmarkierung aus, er konnte den Wagen nicht mehr abfangen und schlug in die Streckenbegrenzung ein. Die Rennleitung entschied, eine virtuelle Safety-Car-Phase auszurufen. Button, Nasr und der überrundete Kwjat nutzte diese, um in Runde acht ebenfalls auf Intermediates zu wechseln.
Am Ende der zehnten Runde wurde das Rennen wieder freigegeben. In der Grand Hotel Hairpin rutschte Räikkönen geradeaus in die Streckenbegrenzung und beschädigte sich dabei den Frontflügel, der unter seinem linken Vorderrad feststeckte. Er fuhr zunächst weiter und rutschte in der folgenden Rechtskurve Mirabeau Bas daher erneut geradeaus und blockierte so Grosjean, der sogar anhalten musste und mehrere Positionen verlor. Räikkönen fuhr erneut weiter, stellte sein Fahrzeug dann aber in der Auslaufzone der Nouvelle Chicane ab. Während sich Ricciardo an der Spitze deutlich absetzte, hielt Rosberg die hinter ihm fahrenden Hamilton, Vettel, Hülkenberg, Carlos Sainz jr. und Pérez auf. Nach Ericsson und Haryanto in der elften Runde wechselte Verstappen eine Runde später auf Intermediates, eine weitere Runde später auch Vettel als erster Pilot aus der Spitzengruppe. Er fiel auf den elften Platz hinter Massa zurück. In der folgenden Runde wechselte Alonso die Reifen, in Runde 15 dann Hülkenberg, Bottas und Grosjean.
Rosberg ließ derweil Hamilton passieren, der sich sofort um mehrere Sekunden absetzen konnte und die bis dahin schnellste Rennrunde fuhr. Sein Rückstand auf Ricciardo betrug jedoch schon rund 14 Sekunden. In Runde 16 überholte Vettel Massa, ließ dabei aber die Nouvelle Chicane aus und ließ Massa anschließend wieder passieren. Dahinter fuhren Hülkenberg und Alonso, die auf Massa und Vettel aufholten. Verstappen überholte derweil im hinteren Teil des Feldes innerhalb von drei Runden Nasr, Magnussen, Pascal Wehrlein und Bottas.
In Runde 20 fuhren Rosberg und Massa zum Reifenwechsel an die Box. Der überrundete Kwjat kollidierte mit Magnussen beim Versuch, ihn in der Rascasse zu überholen. Kwjat schied dabei aus und erhielt für das Verursachen dieser Kollision eine Rückversetzung um drei Startplätze beim nächsten Rennen sowie zwei Strafpunkte.
Eine Runde später kamen Sainz und Pérez zum Reifenwechsel an die Box. Bei Sainz gab es ein Problem mit dem rechten Vorderrad, so dass er mehrere Sekunden verlor und Pérez vorbeiging. Pérez kam zwischen Rosberg und Vettel auf die Strecke zurück, Sainz jr. unmittelbar nach dem dahinterfahrenden Hülkenberg. In der 23. Runde wechselte Ricciardo auf Intermediates und fiel auf den zweiten Platz zurück. Außer dem nun führenden Hamilton und Wehrlein auf Platz 13 hatten sämtliche Fahrer die Reifen gewechselt. Verstappen überholte derweil Button und lag somit nun auf dem zehnten Platz.
Hamilton führte mit rund zehn Sekunden vor Ricciardo, der jedoch mehrere Sekunden pro Runde aufholte. Der drittplatzierte Rosberg lag bereits mehr als 30 Sekunden zurück. In der 28. Runde hatte Ricciardo auf Hamilton aufgeschlossen.
In der 29. Runde wechselte Ericsson als erster Fahrer auf Slicks, in den folgenden drei Runden auch alle anderen Piloten. Ricciardo wechselte als letzter Pilot der Spitzengruppe auf Slicks, bei seinem Boxenstopp lagen jedoch keine Reifen bereit. Er verlor somit rund neun Sekunden im Vergleich auf Hamilton. Obwohl er in der Runde zuvor deutlich schneller als Hamilton gefahren war, der sich auf den Slicks in der Piscine-Schikane verbremst hatte, fiel er dadurch erneut hinter diesen zurück. Die Mercedes-Piloten entschieden sich beim Boxenstopp für die Ultrasoft-Mischung, Ricciardo, Alonso, Sainz jr. und Button für Supersoft. Pérez, Vettel, Hülkenberg und Verstappen fuhren auf der Soft-Mischung.
Nachdem alle Fahrer auf Slicks gewechselt hatten, führte Hamilton vor Ricciardo, Pérez, Vettel, Alonso, Rosberg, Hülkenberg, Sainz jr., Verstappen und Button. Magnussen prallte in der 32. Runden in der Mirabeau gegen die Streckenbegrenzung und beschädigte sich seinen Frontflügel, den er anschließend wechseln ließ. Pérez fuhr in Runde 33 und 34 jeweils die bis dahin schnellste Runde des Rennens und holte vier Sekunden pro Runde auf Hamilton auf.
In Runde 35 verbremste sich Verstappen in Massenet und schlug in die Streckenbegrenzung ein. Die Rennleitung rief erneut eine virtuelle Safety-Car-Phase aus, um das Fahrzeug bergen zu können. Wehrlein fuhr in dieser schneller als die festgelegte Mindestrundenzeit, er erhielt hierfür eine Zehn-Sekunden-Strafe und zwei Strafpunkte.
Eine Runde später wurde das Rennen wieder freigegeben. Hamilton kürzte in der Nouvelle Chicane ab, Ricciardo kam besser aus der Schikane heraus und versuchte, Hamilton außen zu überholen. Dieser blieb auf der Ideallinie, so dass Ricciardo auf den nassen Teil der Strecke kam und den Angriff abbrechen musste. Die Rennkommissare untersuchten den Vorfall, sprachen jedoch keine Strafe aus, da Hamilton mehr als eine Fahrzeugbreite Platz zur Streckenbegrenzung ließ.
Hamilton setzte sich in den nächsten Runden um mehrere Sekunden von Ricciardo ab, der in der Folge aber wieder aufschloss, dahinter holte Vettel auf Pérez auf. Hinter Alonso, der deutlich langsamer als die vier Erstplatzierten fuhr, lagen mit kurzem Abstand Rosberg, Hülkenberg und Sainz jr. Wehrlein erhielt eine weitere Zehn-Sekunden-Strafe und zwei Strafpunkte, da er blaue Flaggen ignoriert hatte.
Pérez setzte sich wieder von Vettel ab und fuhr mehrfach die bis dahin schnellste Rennrunde. Nasr erhielt einen Funkspruch, dass er den hinter ihm liegenden Ericsson nach der Sainte Devote vorbeilassen solle. Ericsson griff Nasr in der Rascasse an und kollidierte mit ihm, es gab erneut eine virtuelle Safety-Car-Phase. Er erhielt für das Verursachen dieser Kollision eine Rückversetzung von drei Startplätzen beim nächsten Rennen sowie zwei Strafpunkte. Beide gaben das Rennen kurz darauf nach einem Reparaturstopp auf.
Vettel fuhr in der 55. Runde die bis dahin schnellste Rennrunde und schloss wieder auf Pérez auf. Rosberg bremste vor der Nouvelle Chicane Alonso aus, kürzte dabei aber ab, so dass er Alonso wieder vorbeilassen musste. Pérez gelang es derweil, sich wieder von Vettel abzusetzen, Vettel verkürzte den Rückstand kurz darauf aber wieder.
In der 68. Runde gab es für eine Runde eine weitere virtuelle Safety-Car-Phase, da ein großes Kunststoffteil auf die Start-Ziel-Geraden geweht wurde.
Hamilton kontrollierte seinen Vorsprung und fuhr in der 71. Runde die schnellste Runde des Rennens. Gleichzeitig fielen erste Regentropfen, in der letzten Runde begann es dann wieder sehr stark zu regnen. Hülkenberg ging auf den letzten Metern vor der Ziellinie noch an Rosberg vorbei, der auf der immer nasser werdenden Fahrbahn mit seinen nachlassenden Ultrasoft-Reifen massive Traktionsprobleme hatte. In der letzten Runde kollidierte Bottas mit Gutiérrez, auch Bottas erhielt hierfür eine Zehn-Sekunden-Strafe sowie zwei Strafpunkte.
Hamilton gewann das Rennen vor Ricciardo und Pérez. Es war der erste Sieg für Hamilton seit dem Großen Preis der USA 2015 und der erste Monaco-Sieg seit 2008. Ricciardo stand zum ersten Mal seit dem Großen Preis von Singapur 2015 auf dem Podium, Pérez seit dem Großen Preis von Russland 2015. Darüber hinaus erzielte erstmals seit dem Großen Preis von Abu Dhabi 2014 kein deutscher Pilot eine Podestplatzierung. Die restlichen Punkteplatzierungen belegten Vettel, Alonso, Hülkenberg, Rosberg, Sainz jr., Button und Massa, der somit der einzige Pilot war, der in jedem Rennen der Saison Punkte erzielt hat.
Rosberg behielt die Führung in der Gesamtwertung und lag nun vor Hamilton und Ricciardo. In der Konstrukteurswertung blieben die ersten drei Plätze unverändert.

## Meldeliste
| Team                          | Nr. | Fahrer            | Chassis                | Motor                       | Reifen |
| ----------------------------- | --- | ----------------- | ---------------------- | --------------------------- | ------ |
| Mercedes AMG Petronas F1 Team | 44  | Lewis Hamilton    | Mercedes F1 W07 Hybrid | Mercedes-Benz PU106C Hybrid | P      |
| Mercedes AMG Petronas F1 Team | 06  | Nico Rosberg      | Mercedes F1 W07 Hybrid | Mercedes-Benz PU106C Hybrid | P      |
| Scuderia Ferrari              | 05  | Sebastian Vettel  | Ferrari SF16-H         | Ferrari 059/5               | P      |
| Scuderia Ferrari              | 07  | Kimi Räikkönen    | Ferrari SF16-H         | Ferrari 059/5               | P      |
| Williams Martini Racing       | 19  | Felipe Massa      | Williams FW38          | Mercedes-Benz PU106C Hybrid | P      |
| Williams Martini Racing       | 77  | Valtteri Bottas   | Williams FW38          | Mercedes-Benz PU106C Hybrid | P      |
| Red Bull Racing               | 03  | Daniel Ricciardo  | Red Bull RB12          | TAG Heuer                   | P      |
| Red Bull Racing               | 33  | Max Verstappen    | Red Bull RB12          | TAG Heuer                   | P      |
| Sahara Force India F1 Team    | 27  | Nico Hülkenberg   | Force India VJM09      | Mercedes-Benz PU106C Hybrid | P      |
| Sahara Force India F1 Team    | 11  | Sergio Pérez      | Force India VJM09      | Mercedes-Benz PU106C Hybrid | P      |
| Renault Sport F1 Team         | 20  | Kevin Magnussen   | Renault R.S.16         | Renault Energy F1 2016      | P      |
| Renault Sport F1 Team         | 30  | Jolyon Palmer     | Renault R.S.16         | Renault Energy F1 2016      | P      |
| Scuderia Toro Rosso           | 26  | Daniil Kwjat      | Toro Rosso STR11       | Ferrari 059/4               | P      |
| Scuderia Toro Rosso           | 55  | Carlos Sainz jr.  | Toro Rosso STR11       | Ferrari 059/4               | P      |
| Sauber F1 Team                | 09  | Marcus Ericsson   | Sauber C35             | Ferrari 059/5               | P      |
| Sauber F1 Team                | 12  | Felipe Nasr       | Sauber C35             | Ferrari 059/5               | P      |
| McLaren Honda                 | 14  | Fernando Alonso   | McLaren MP4-31         | Honda RA616H                | P      |
| McLaren Honda                 | 22  | Jenson Button     | McLaren MP4-31         | Honda RA616H                | P      |
| Manor Racing MRT              | 94  | Pascal Wehrlein   | Manor MRT05            | Mercedes-Benz PU106C Hybrid | P      |
| Manor Racing MRT              | 88  | Rio Haryanto      | Manor MRT05            | Mercedes-Benz PU106C Hybrid | P      |
| Haas F1 Team                  | 08  | Romain Grosjean   | Haas VF-16             | Ferrari 059/5               | P      |
| Haas F1 Team                  | 21  | Esteban Gutiérrez | Haas VF-16             | Ferrari 059/5               | P      |

## Klassifikationen

### Qualifying
| Pos.                                                                      | Fahrer            | Konstrukteur         | Q1         | Q2       | Q3       | Start |
| ------------------------------------------------------------------------- | ----------------- | -------------------- | ---------- | -------- | -------- | ----- |
| 01                                                                        | Daniel Ricciardo  | Red Bull-TAG Heuer   | 1:14,912   | 1:14,357 | 1:13,622 | 01    |
| 02                                                                        | Nico Rosberg      | Mercedes             | 1:14,873   | 1:14,043 | 1:13,791 | 02    |
| 03                                                                        | Lewis Hamilton    | Mercedes             | 1:14,826   | 1:14,056 | 1:13,942 | 03    |
| 04                                                                        | Sebastian Vettel  | Ferrari              | 1:14,610   | 1:14,318 | 1:14,552 | 04    |
| 05                                                                        | Nico Hülkenberg   | Force India-Mercedes | 1:15,333   | 1:14,989 | 1:14,726 | 05    |
| 06                                                                        | Kimi Räikkönen    | Ferrari              | 1:15,499   | 1:14,789 | 1:14,732 | 11    |
| 07                                                                        | Carlos Sainz jr.  | Toro Rosso-Ferrari   | 1:15,467   | 1:14,805 | 1:14,749 | 06    |
| 08                                                                        | Sergio Pérez      | Force India-Mercedes | 1:15,328   | 1:14,937 | 1:14,902 | 07    |
| 09                                                                        | Daniil Kwjat      | Toro Rosso-Ferrari   | 1:15,384   | 1:14,794 | 1:15,273 | 08    |
| 10                                                                        | Fernando Alonso   | McLaren-Honda        | 1:15,504   | 1:15,107 | 1:15,363 | 09    |
| 11                                                                        | Valtteri Bottas   | Williams-Mercedes    | 1:15,554   | 1:15,273 | –        | 10    |
| 12                                                                        | Esteban Gutiérrez | Haas-Ferrari         | 1:15,592   | 1:15,293 | –        | 12    |
| 13                                                                        | Jenson Button     | McLaren-Honda        | 1:15,554   | 1:15,352 | –        | 13    |
| 14                                                                        | Felipe Massa      | Williams-Mercedes    | 1:15,710   | 1:15,385 | –        | 14    |
| 15                                                                        | Romain Grosjean   | Haas-Ferrari         | 1:15,465   | 1:15,571 | –        | 15    |
| 16                                                                        | Kevin Magnussen   | Renault              | 1:16,253   | 1:16,058 | –        | 16    |
| 17                                                                        | Marcus Ericsson   | Sauber-Ferrari       | 1:16,299   | –        | –        | 17    |
| 18                                                                        | Jolyon Palmer     | Renault              | 1:16,586   | –        | –        | 18    |
| 19                                                                        | Rio Haryanto      | Manor-Mercedes       | 1:17,295   | –        | –        | 19    |
| 20                                                                        | Pascal Wehrlein   | Manor-Mercedes       | 1:17,452   | –        | –        | 20    |
| 107-Prozent-Zeit: 1:19,833 min (bezogen auf Q1-Bestzeit von 1:14,610 min) |                   |                      |            |          |          |       |
| DNQ                                                                       | Max Verstappen    | Red Bull-TAG Heuer   | 1:22,467   | –        | –        | Box   |
| DNQ                                                                       | Felipe Nasr       | Sauber-Ferrari       | keine Zeit | –        | –        | Box   |

Anmerkungen
1. ↑  Räikkönen erhielt eine Startplatzstrafe in Höhe von fünf Plätzen für einen vorzeitigen Getriebewechsel.
2. ↑  Obwohl er sich nicht qualifiziert hatte, durfte Verstappen trotzdem starten, da er im freien Training ausreichend schnell gewesen war.
3. ↑  Wegen Verstoßes gegen die Parc-fermé-Bestimmungen musste Verstappen aus der Boxengasse starten
4. ↑  Obwohl er sich nicht qualifiziert hatte, durfte Nasr trotzdem starten, da er im freien Training ausreichend schnell gewesen war.
5. ↑  Wegen Verstoßes gegen die Parc-fermé-Bestimmungen musste Nasr aus der Boxengasse starten

### Rennen
| Pos. | Fahrer            | Konstrukteur         | Runden | Stopps | Zeit        | Start | Schnellste Runde |
| ---- | ----------------- | -------------------- | ------ | ------ | ----------- | ----- | ---------------- |
| 01   | Lewis Hamilton    | Mercedes             | 78     | 1      | 1:59:29,133 | 03    | 1:17,939 (71.)   |
| 02   | Daniel Ricciardo  | Red Bull-TAG Heuer   | 78     | 2      | + 7,252     | 01    | 1:18,294 (67.)   |
| 03   | Sergio Pérez      | Force India-Mercedes | 78     | 2      | + 13,825    | 07    | 1:18,446 (64.)   |
| 04   | Sebastian Vettel  | Ferrari              | 78     | 2      | + 15,846    | 04    | 1:18,005 (62.)   |
| 05   | Fernando Alonso   | McLaren-Honda        | 78     | 2      | + 1:25,076  | 09    | 1:19,170 (72.)   |
| 06   | Nico Hülkenberg   | Force India-Mercedes | 78     | 2      | + 1:32,999  | 05    | 1:19,232 (74.)   |
| 07   | Nico Rosberg      | Mercedes             | 78     | 2      | + 1:33,290  | 02    | 1:18,763 (74.)   |
| 08   | Carlos Sainz jr.  | Toro Rosso-Ferrari   | 77     | 2      | + 1 Runde   | 06    | 1:18,519 (70.)   |
| 09   | Jenson Button     | McLaren-Honda        | 77     | 2      | + 1 Runde   | 13    | 1:19,670 (66.)   |
| 10   | Felipe Massa      | Williams-Mercedes    | 77     | 2      | + 1 Runde   | 14    | 1:19,213 (69.)   |
| 11   | Esteban Gutiérrez | Haas-Ferrari         | 77     | 2      | + 1 Runde   | 12    | 1:19,131 (69.)   |
| 12   | Valtteri Bottas   | Williams-Mercedes    | 77     | 3      | + 1 Runde   | 10    | 1:19,223 (66.)   |
| 13   | Romain Grosjean   | Haas-Ferrari         | 76     | 2      | + 2 Runden  | 15    | 1:20,219 (65.)   |
| 14   | Pascal Wehrlein   | Manor-Mercedes       | 76     | 1      | + 2 Runden  | 20    | 1:20,372 (60.)   |
| 15   | Rio Haryanto      | Manor-Mercedes       | 74     | 3      | + 4 Runden  | 19    | 1:19,868 (70.)   |
| –    | Marcus Ericsson   | Sauber-Ferrari       | 51     | 3      | DNF         | 17    | 1:21,342 (51.)   |
| –    | Felipe Nasr       | Sauber-Ferrari       | 48     | 3      | DNF         | Box   | 1:21,889 (46.)   |
| –    | Max Verstappen    | Red Bull-TAG Heuer   | 34     | 2      | DNF         | Box   | 1:26,563 (34.)   |
| –    | Kevin Magnussen   | Renault              | 32     | 4      | DNF         | 16    | 1:29,802 (27.)   |
| –    | Daniil Kwjat      | Toro Rosso-Ferrari   | 18     | 3      | DNF         | 08    | 1:37,895 (14.)   |
| –    | Kimi Räikkönen    | Ferrari              | 10     | 0      | DNF         | 11    | 1:47,149 (10.)   |
| –    | Jolyon Palmer     | Renault              | 7      | 0      | DNF         | 18    | 1:58,474 (02.)   |

Anmerkungen
1. ↑  Bottas erhielt eine Zehn-Sekunden-Strafe für das Verursachen einer Kollision.
2. ↑  Wehrlein erhielt eine Zehn-Sekunden-Strafe, da er die Mindestrundenzeit beim virtuellen Safety-Car unterschritten hatte.
3. ↑  Wehrlein erhielt eine weitere Zehn-Sekunden-Strafe für das Ignorieren von blauen Flaggen.

## WM-Stände nach dem Rennen
Die ersten zehn des Rennens bekamen 25, 18, 15, 12, 10, 8, 6, 4, 2 bzw. 1 Punkt(e).

### Fahrerwertung
| Pos. | Fahrer           | Konstrukteur                            | Punkte |
| ---- | ---------------- | --------------------------------------- | ------ |
| 01   | Nico Rosberg     | Mercedes                                | 106    |
| 02   | Lewis Hamilton   | Mercedes                                | 82     |
| 03   | Daniel Ricciardo | Red Bull-TAG Heuer                      | 66     |
| 04   | Kimi Räikkönen   | Ferrari                                 | 61     |
| 05   | Sebastian Vettel | Ferrari                                 | 60     |
| 06   | Max Verstappen   | Red Bull-TAG Heuer / Toro Rosso-Ferrari | 38     |
| 07   | Felipe Massa     | Williams-Mercedes                       | 37     |
| 08   | Valtteri Bottas  | Williams-Mercedes                       | 29     |
| 09   | Sergio Pérez     | Force India-Mercedes                    | 23     |
| 10   | Daniil Kwjat     | Toro Rosso-Ferrari / Red Bull-TAG Heuer | 22     |
| 11   | Romain Grosjean  | Haas-Ferrari                            | 22     |

| Pos. | Fahrer            | Konstrukteur         | Punkte |
| ---- | ----------------- | -------------------- | ------ |
| 12   | Fernando Alonso   | McLaren-Honda        | 18     |
| 13   | Carlos Sainz jr.  | Toro Rosso-Ferrari   | 16     |
| 14   | Nico Hülkenberg   | Force India-Mercedes | 14     |
| 15   | Kevin Magnussen   | Renault              | 6      |
| 16   | Jenson Button     | McLaren-Honda        | 5      |
| 17   | Stoffel Vandoorne | McLaren-Honda        | 1      |
| 18   | Esteban Gutiérrez | Haas-Ferrari         | 0      |
| 19   | Jolyon Palmer     | Renault              | 0      |
| 20   | Marcus Ericsson   | Sauber-Ferrari       | 0      |
| 21   | Pascal Wehrlein   | Manor-Mercedes       | 0      |
| 22   | Felipe Nasr       | Sauber-Ferrari       | 0      |
| 23   | Rio Haryanto      | Manor-Mercedes       | 0      |

### Konstrukteurswertung
| Pos. | Konstrukteur         | Punkte |
| ---- | -------------------- | ------ |
| 1    | Mercedes             | 188    |
| 2    | Ferrari              | 121    |
| 3    | Red Bull-TAG Heuer   | 112    |
| 4    | Williams-Mercedes    | 66     |
| 5    | Force India-Mercedes | 37     |
| 6    | Toro Rosso-Ferrari   | 30     |

| Pos. | Konstrukteur   | Punkte |
| ---- | -------------- | ------ |
| 07   | McLaren-Honda  | 24     |
| 08   | Haas-Ferrari   | 22     |
| 09   | Renault        | 6      |
| 10   | Sauber-Ferrari | 0      |
| 11   | Manor-Mercedes | 0      |